# ヨハン・ゴットリープ・プレステル
ヨハン・ゴットリープ・プレステル（Johann Gottlieb Prestel、Johann Amadeus Prestel とも、1739年11月18日 - 1808年10月5日）は、ドイツの画家、版画家である。

## 略歴
バイエルンのバート・グレーネンバッハ(Bad Grönenbach)で生まれた。短期間、学校で学んだ後、地元で大工の見習いをしたが、美術の才能を見いだされた。職人がさまざまな土地で経験を積んで腕を磨く放浪修行の旅「ヴァルツ（Walz）」に出て、21歳の1760年にはヴェネツィアを訪れた。
ヴェネツィアのジュゼッペ・ノーガリ（Giuseppe Nogari：1699-1766）という版画家の弟子になることを許され、その後ノーガリの推薦でヨーゼフ・ヴァグナー（1706-1780）の弟子になった。1767年から1770年の間はローマで働き、巨匠たちの作品を模写して研究し、同時代の画家ポンペオ・バトーニ（1708-1787）からも影響を受けた。
1770 年の春、プレステルはドイツに戻り、ニュルンベルクで暮らし画家として独立した。1775年にスイスの学者ヨハン・カスパー・ラヴァーター（1741-1801）に誘われてチューリッヒに移り、肖像版画の制作などの仕事をした。
その後、ニュルンベルクに戻り、有名な画家たちの作品を銅版画にする仕事をし、多色の版画も制作し、複製版画によって知られるようになった。1772年にニュルンベルク出身の弟子であるマリア・カタリーナ（1747-1794) 年）と結婚していて、マリア・カタリーナと共に巨匠の作品の複製版画などの膨大な数の版画作品を制作した。
フランス革命などの影響で1782年ころから、商売がうまくいかなくなり、ニュルンベルクを離れ、1783年までにフランクフルト・アム・マインに移って活動した。妻のマリア・カタリーナは1786年にプレステルと別れ、子供たちとともにイギリスのロンドンに移り、そこで版画家として成功した。
妻が去った後、プレステルの作品の数は少なくなった。フランクフルでは、オーストリア軍の兵役を逃れるためにドイツに移っていた画家のアントン・ラドル（Anton Radl: 1774-1852）やフランクフルト出身のヨハン・ゲオルク・ラインハイマー（Johann Georg Reinheimer: 1776-1820) を教えた。
1808年にフランクフルトで亡くなった。
マリア・カタリーナ・プレステルとの間に4人の子供がいて画家、版画家になった。娘のウルスラ・マグダレーナ（Ursula Magdalena Reinheimer: 1777–1845）はヨハン・ゲオルク・ラインハイマーと結婚した。

## 作品

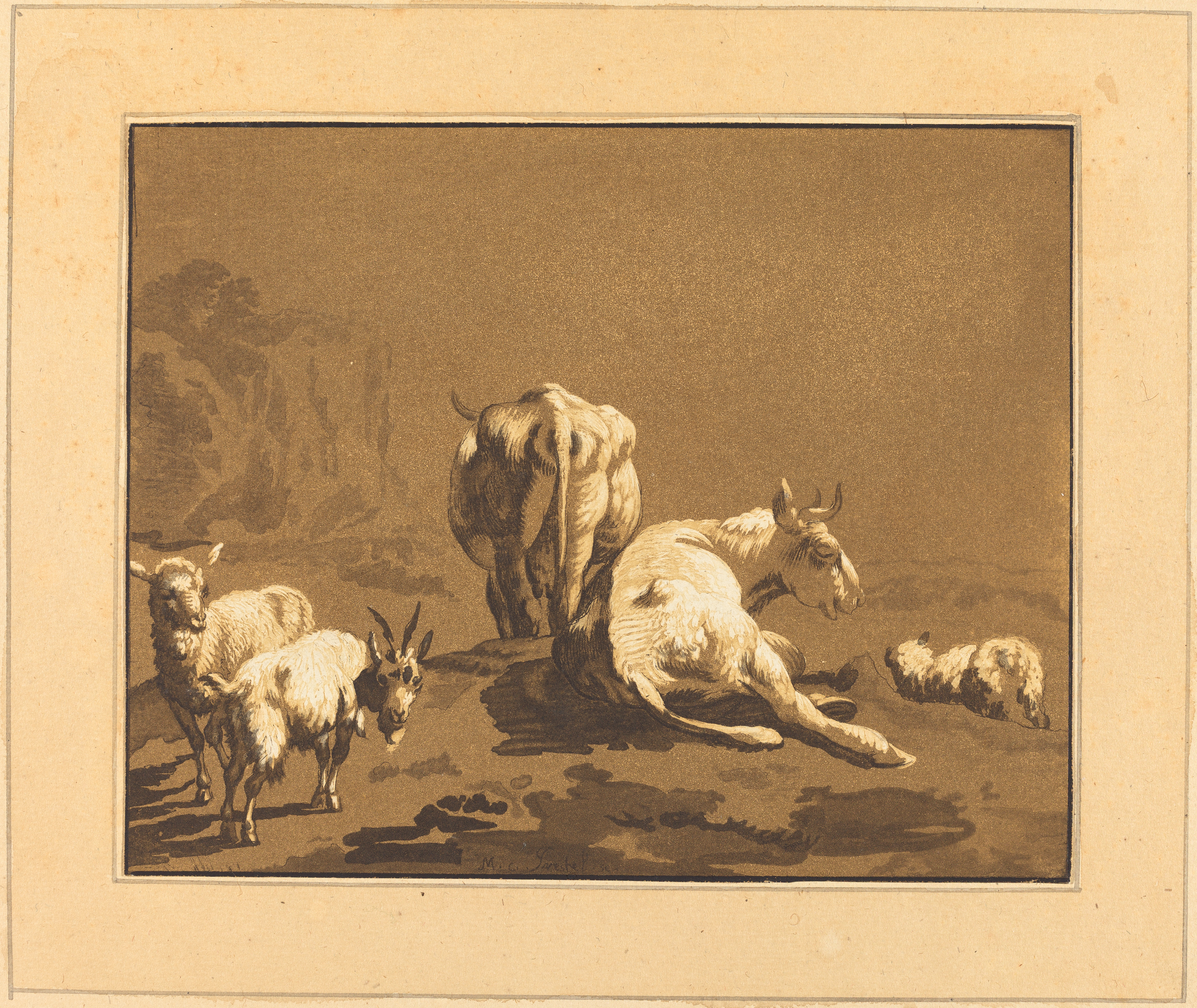
ヨーゼフ・ヴァグナーの原画による版画(1782)
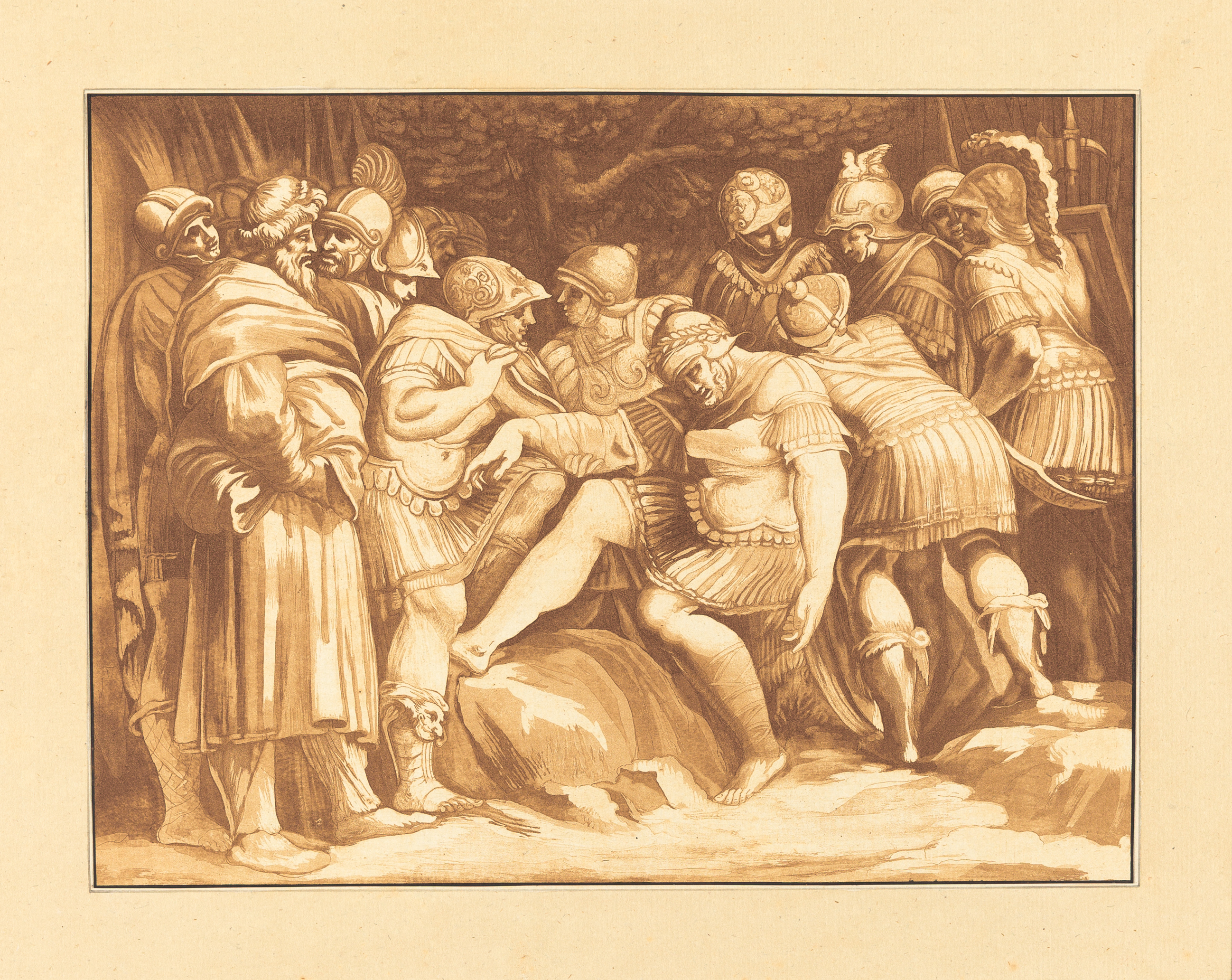
ポリドーロ・ダ・カラヴァッジオの原画による版画(1782)
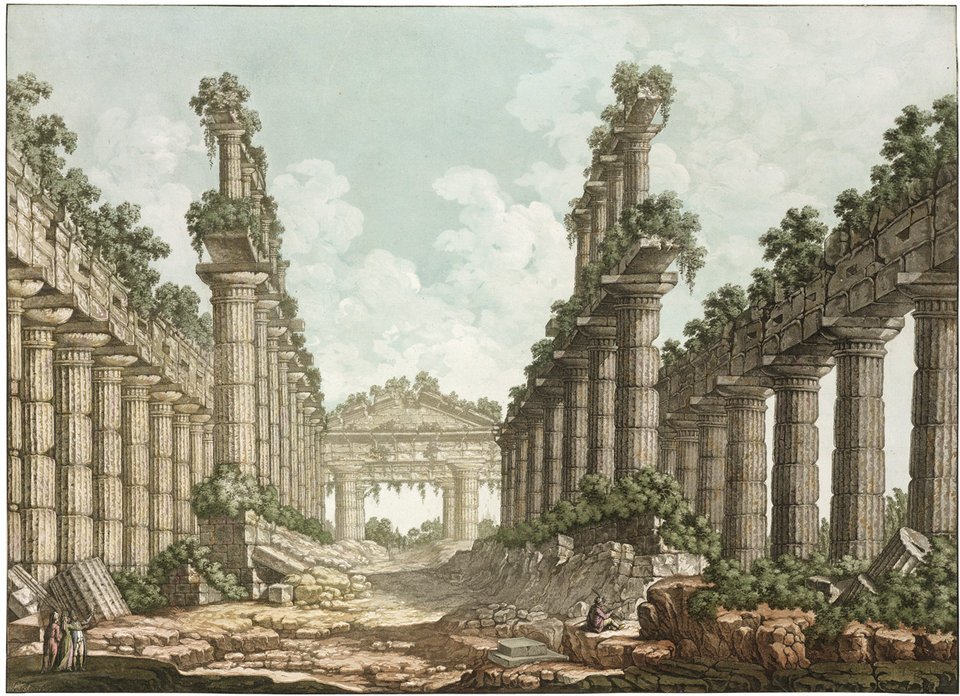
パエストゥムの遺跡
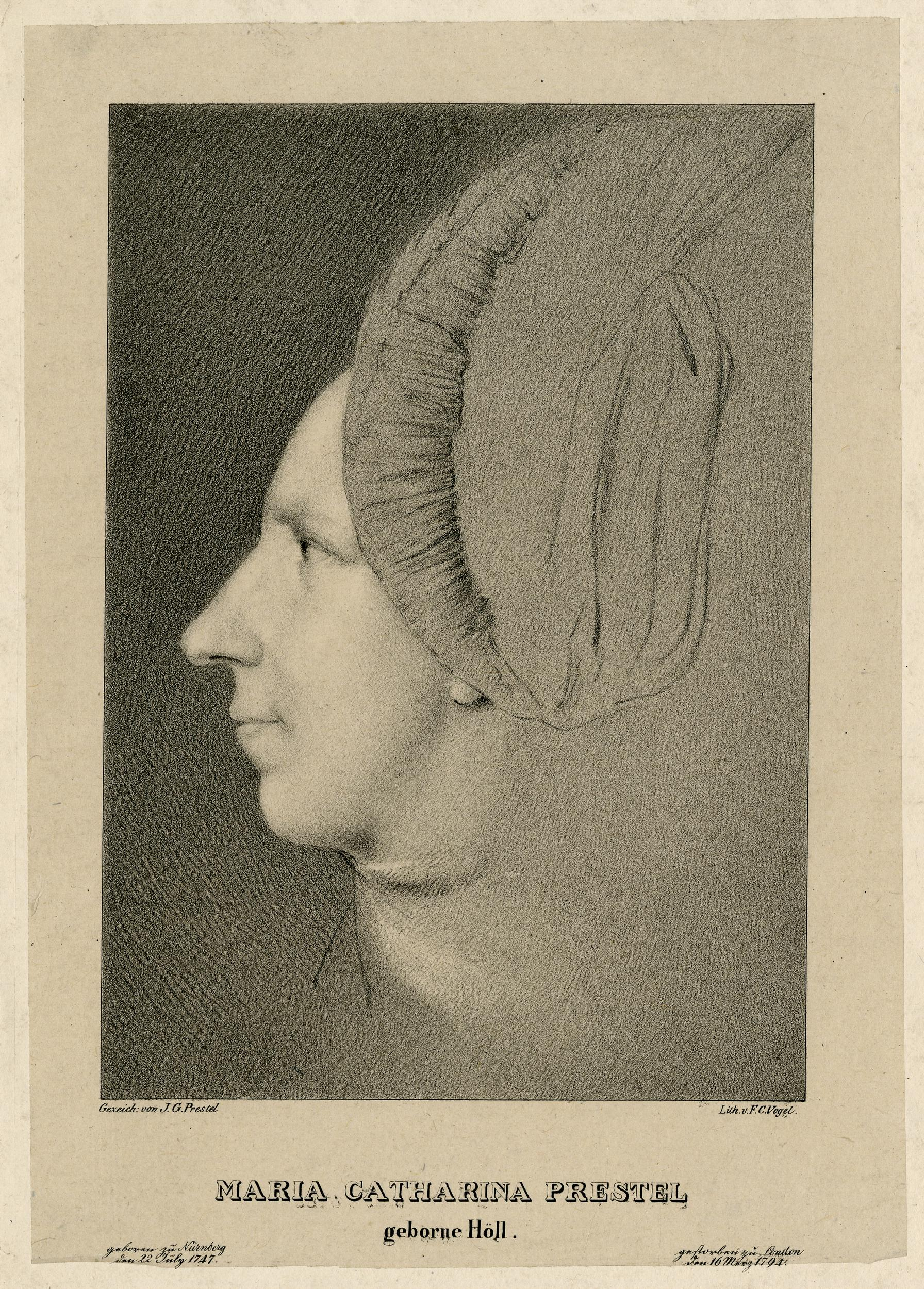
マリア・カタリーナ・プレステルの肖像画 (1830s)